# Messoud Efendiev
Messoud Efendiev (Zaqatala, 21 ottobre 1953) è un matematico e ricercatore azero.

## Biografia
Si è laureato presso la Moscow State University sotto la supervisione dei professori M. Vishik e A. I. Snirelmann, discutendo una tesi sui metodi topologici in analisi non lineare. Ha conseguito il dottorato presso la Moscow State University con una tesi sulla risolubilità globale dei problemi non lineari di Hilbert. Ha successivamente presentato una tesi di abilitazione presso la Libera Università di Berlino.
Ha lavorato dal 1991 al 1994 presso l'Università di Stoccarda, poi fino al 1999 presso la Libera Università di Berlino.
Dal 2005 al 2007 ha lavorato come visiting professor all'Università Tecnica di Monaco e dal 2007 al 2013 è stato capo del Dipartimento di un istituto del Centro Helmholtz di Monaco di Baviera.
Ricopre il ruolo di Editor in Chief dell'International Journal of Biomathematics and Biostatistics ed è membro del comitato editoriale di numerose riviste internazionali.
Grazie alla sua intensa attività scientifica, ha fornito contributi riguardanti l'analisi non lineare, gli invarianti topologici e la risolubilità globale dei problemi al contorno non lineari relativi a operatori pseudodifferenziali.
I suoi interessi di ricerca attuali includono sistemi dinamici anche infinito-dimensionali, la modellizzazione matematica dei problemi delle scienze della vita, specialmente medicina, biologia ed ecologia.
Ha pubblicato 150 articoli scientifici, oltre a varie monografie, anche in collaborazione con molti matematici stranieri.